# Miss Universo Indonesia 2023
Miss Universo Indonesia 2023 fue la 1.ª edición de Miss Universo Indonesia que se realizó en el Beach City International Stadium en la ciudad de Yakarta, Indonesia el 3 de agosto de 2023. 30 candidatas compitieron por el título. Al final del evento, Poppy Capella, directora de la franquicia nacional, y R'Bonney Gabriel, Miss Universo 2022 de Estados Unidos, coronaron a Fabiënne Groeneveld, de Yakarta, como Miss Universo Indonesia 2023.
El evento fue producido y transmitido en vivo para toda Indonesia por NET.

## Resultados
La ganadora de esta edición representará a Indonesia en la 72.ª edición de Miss Universo.
| Resultado final              | Candidata |
| ---------------------------- | --- |
| Miss Universo Indonesia 2023 | - Yakarta - Fabiënne Groeneveld |
| Primera finalista            | - Sumatra Septentrional - Vina Sitorus |
| Segunda finalista            | - Java Occidental - Muthia Rachman |
| Tercera finalista            | - Islas Riau - Angela Yovita Lillo |
| Cuarta finalista             | - Yakarta - Baby Kristami |
| Top 11                       | - Bali - Lola Nadya Larasati - Islas Riau - Stella Vidyasari - Molucas - Grace Bersyeba - Sumatra Occidental - Grecia Hutapea - Yakarta - Alya Zahira - Yakarta - Jezneel Ross § |
| Top 15                       | - Borneo Meridional - Sheren Simamora - Gorontalo - Vensca Veronica Tanus - Java Occidental - Ratih Windania - Yogyakarta - Shania Binti Mahir                                   |

- § Votada por el público vía internet para completar el cuadro de 11 finalistas.

## Premios especiales
| Premio                     | Candidata                              |
| -------------------------- | -------------------------------------- |
| Miss Top Model             | - Sumatra Occidental - Grecia Hutapea  |
| Miss Piel Radiante         | - Islas Riau - Stella Vidyasari        |
| Mejor Estilo               | - Java Occidental - Muthia Rachman     |
| Reina de Corazones         | - Yogyakarta - Shania Binti Mahir      |
| Miss Inspiradora           | - Yakarta - Alya Zahira                |
| Miss Empoderada            | - Sumatra Septentrional - Vina Sitorus |
| Miss Líder                 | - Yakarta - Baby Kristami              |
| Miss Confiadamente Hermosa | - Yakarta - Fabiënne Groeneveld        |
| Miss Influencer            | - Yogyakarta – Vania Valencia          |
| Miss Atractiva             | - Bali - Lola Nadya Larasati           |

## Jurados
- Poppy Capella: Director nacional de Miss Universe Indonesia
- Cathy Sharon: Modelo, actriz.
- Mochamad Iriawan: Oficial retirado de la Policía Nacional de Indonesia.
- Cella Vanessa: CMO Azarine Cosmetics.
- Bambang Soesatyo: Presidente de la Asamblea Consultiva del Pueblo de Indonesia.
- Sameera Shah: Directora de Mega Lifesciences PCL
- Akbar Buchari: Presidente de BPP HIPMI
- Marcella Zalianty: Actriz.
- Eric Harjono
- Devya Linda: Dentista.
- Caren Delano: Estilista de moda, diseñadora.

## Candidatas
30 candidatas participaron en el certamen:
(En la tabla se utiliza su nombre completo, los sobrenombres van entrecomillados y los apellidos utilizados como nombre artístico, entre paréntesis; fuera de ella se utilizan sus nombres «artísticos» o simplificados)
| Candidata                          | Edad | Estatura       | Representación        |
| ---------------------------------- | ---- | -------------- | --------------------- |
| Alya Zahira                        | 22   | 1,70 m (5′ 7″) | Yakarta               |
| Angela Yovita Lilo                 | 24   | 1,72 m (5′ 8″) | Islas Riau            |
| Baby Kristami Coriesza Nauli       | 26   | 1,70 m (5′ 7″) | Yakarta               |
| Catherina Sherly Meliana Hananto   | 23   | 1,73 m (5′ 8″) | Java Oriental         |
| Desak Putu Ratih Widhiarta         | 20   | 1,70 m (5′ 7″) | Java Occidental       |
| Dinda Alifah Ayudita               | 26   | 1,71 m (5′ 7″) | Sumatra Meridional    |
| Eugenia Liviana Irwan              | 22   | 1,68 m (5′ 6″) | Java Oriental         |
| Fabienne Nicole Groeneveld         | 23   | 1,68 m (5′ 6″) | Yakarta               |
| Fayza Fahria Khaldani              | 21   | 1,70 m (5′ 7″) | Bantén                |
| Grace Bersyeba Martina Haba        | 25   | 1,68 m (5′ 6″) | Molucas               |
| Ilma Fitriana                      | 27   | 1,75 m (5′ 9″) | Java Central          |
| Jezneel Ross                       | 26   | 1,68 m (5′ 6″) | Yakarta               |
| Lola Nadya Larasati                | 25   | 1,70 m (5′ 7″) | Bali                  |
| Marsya Rarentewan                  | 27   | 1,70 m (5′ 7″) | Célebes Septentrional |
| Muthia Fatika Rachman              | 21   | 1,75 m (5′ 9″) | Java Occidental       |
| Ni Kadek Natasha Lilian Ari Rudana | 23   | 1,70 m (5′ 7″) | Bali                  |
| Novia Irma Grecia Hutapea          | 27   | 1,75 m (5′ 9″) | Sumatra Occidental    |
| Natasha Keniraras                  | 25   | 1,69 m (5′ 7″) | Java Oriental         |
| Priskilla Jelita Tamariska         | 23   | 1,68 m (5′ 6″) | Java Occidental       |
| Puput Putri Utami                  | 23   | 1,68 m (5′ 6″) | Yakarta               |
| Putu Chelsea Ivana Maida           | 19   | 1,70 m (5′ 7″) | Bali                  |
| Rosalina Permata Mulya             | 27   | 1,69 m (5′ 7″) | Borneo Meridional     |
| Ruth Hillary Siagian               | 26   | 1,69 m (5′ 7″) | Sumatra Septentrional |
| Shania Binti Mahir Hamdun          | 24   | 1,76 m (5′ 9″) | Yogyakarta            |
| Wirda Sheren Regina Simamora       | 24   | 1,75 m (5′ 9″) | Borneo Meridional     |
| Stella Vidyasari                   | 22   | 1,68 m (5′ 6″) | Islas Riau            |
| Vania Valencia                     | 22   | 1,70 m (5′ 7″) | Yogyakarta            |
| Vensca Veronica Tanus              | 27   | 1,70 m (5′ 7″) | Gorontalo             |
| Vina Anggi Sitorus                 | 24   | 1,70 m (5′ 7″) | Sumatra Septentrional |
| Widi Asih Utami                    | 19   | 1,68 m (5′ 6″) | Célebes Central       |

## Datos acerca de las delegadas
- Algunas de las delegadas del Miss Universo Indonesia 2023 han participado o participarán en otros certámenes de importancia nacionales e internacionales:
  - Fabiënne Groeneveld (Yakarta) fue cuartofinalista en Miss Global 2018.
- Algunas delegadas nacieron o viven en otro país distinto al que representan, o tienen un origen étnico distinto:
  - Fabiënne Groeneveld (Yakarta) nació en los Países Bajos.

## Controversia

### Acoso sexual
En agosto de 2023, tres de las once finalistas presentaron informes policiales sobre incidentes de acoso sexual que experimentaron durante el control corporal. Una de las finalistas alegó que le ordenaron que se quitara la ropa, incluido el sostén, en una habitación cerrada. Expresó su sorpresa por la presencia de hombres en la habitación y cómo el espacio reducido la hacía sentir incómoda. Cuando trató de cubrirse los senos, fue reprendida. Además, alegó que la obligaron a posar en múltiples poses y que la obligaron a abrir las piernas mientras estaba de pie. Ella también reportó tocamientos no deseados de sus áreas privadas durante la sesión de revisión corporal. Otra concursante también se presentó, alegando que fue fotografiada sin su consentimiento mientras no vestía ropa.También se alega que los organizadores están tratando de silenciar a las víctimas.

### Requisitos de altura
Después de la victoria de Fabienne Groeneveld, los usuarios de las redes sociales de Indonesia expresaron su preocupación por su victoria, citando su altura como una razón por la que no debería haber sido coronada campeona. Las pautas del evento habían especificado inicialmente un requisito de altura mínima de 1,68 cm para los concursantes, que Groeneveld no cumplió. Sin embargo, cuatro días después de su triunfo, los organizadores del evento optaron por eliminar por completo el requisito de altura. Afirmaron que descalificarla por su altura se consideró injusto.